# Baton Rouge Metropolitan Airport

i7
i11
i13
Der Baton Rouge Metropolitan Airport (IATA-Code: BTR, ICAO-Code: KBTR) ist der Flughafen der Stadt Baton Rouge im US-amerikanischen Bundesstaat Louisiana. Er liegt rund 10 km nördlich des Stadtzentrums im East Baton Rouge Parish.
Das frühere Harding Army Air Field wurde während des Zweiten Weltkriegs von den United States Army Air Forces als Übungsflugfeld genutzt. Heute sind außer den Rollbahnen kaum noch Spuren davon erkennbar.

## Flughafenanlagen

### Start- und Landebahnen
Der Baton Rouge Metropolitan Airport verfügt über drei Start- und Landebahnen:
- 4L/22R – 2316 m lang und 46 m breit mit Betonbelag
- 4R/22L – 1158 m lang und 23 m breit mit Asphaltbelag
- 13/31  – 2135 m lang und 46 m breit mit Asphaltbelag

### Sonstiges
Der Flugverkehr wird von Fluglotsen im Kontrollturm des Flughafens überwacht. Außerdem hat der Flughafen aktuell 3100 m² Frachtabfertigungsfläche, die momentan auf 6300 m² ausgebaut wird.

## Fluggesellschaften und Ziele
Der Baton Rouge Metropolitan Airport hat zwei Abflughallen: A (mit den Flugsteigen A1 bis A4) und B (mit den Flugsteigen B1 bis  B2).
- United Express – Houston –  Flugsteig A1
- Delta Connection – Atlanta – Flugsteige A2 bis A4
- American Eagle – Charlotte, Dallas/Fort Worth – Flugsteige B1 und B2

## Verkehrszahlen
| Jahr | Fluggastaufkommen | Luftfracht (Tonnen) (mit Luftpost) | Flugbewegungen (mit Militär) |
| ---- | ----------------- | ---------------------------------- | ---------------------------- |
| 2019 | 822.425           |                                    |                              |
| 2018 | 804.769           |                                    |                              |
| 2017 | 775.408           | 7                                  | 53.996                       |
| 2016 | 749.997           | 25                                 | 68.912                       |
| 2015 | 753.443           | 11                                 | 83.520                       |
| 2014 | 786.061           | 19                                 | 90.481                       |
| 2013 | 812.332           | 20                                 | 71.097                       |
| 2012 | 826.488           | 44                                 | 66.011                       |
| 2011 | 809.851           | 26                                 | 68.128                       |
| 2010 | 778.587           | 28                                 | 65.131                       |
| 2009 | 711.492           | 50                                 | 58.971                       |
| 2008 | 861.774           | 13.368                             | 73.829                       |
| 2007 | 977.147           | 20.905                             | 89.408                       |
| 2006 | 1.059.389         | 24.110                             | 94.852                       |
| 2005 | 973.625           | 5.663                              | 111.267                      |
| 2004 | 638.709           | 335                                | 100.632                      |
| 2003 | 714.893           | 405                                | 103.763                      |
| 2002 | 758.465           | 703                                | 105.692                      |
| 2001 | 752.227           | 1.830                              | 111.208                      |
| 2000 | 853.194           | 3.104                              | 122.335                      |
| 1999 | 848.725           | 3.615                              | 149.811                      |
| 1998 | 911.672           | 3.631                              | 142.261                      |

### Verkehrsreichste Strecken
| Rang | Stadt                                 | Passagiere | Fluggesellschaft       |
| ---- | ------------------------------------- | ---------- | ---------------------- |
| 01   | Atlanta, Georgia                      | 142.790    | Delta/Delta Connection |
| 02   | Dallas/Fort Worth, Texas              | 103.920    | American Eagle         |
| 03   | Houston-Bush, Texas                   | 102.030    | United Express         |
| 04   | Charlotte, North Carolina             | 45.900     | American Eagle         |
| 05   | Austin, Texas                         | 310        | ViaAir                 |
| 06   | Washington–National, Washington, D.C. | 160        | k. A.                  |
| 07   | Midland/Odessa, Texas                 | 130        | k. A.                  |
| 08   | Corpus Christi, Texas                 | 70         | k. A.                  |
| 09   | Indianapolis, Indiana                 | 50         | k. A.                  |
| 10   | Killeen, Texas                        | 40         | k. A.                  |

## Zwischenfälle
- Am 24. November 1964 trafen die Piloten einer Curtiss C-46R Commando der US-amerikanischen Delta Air Lines (Luftfahrzeugkennzeichen N9885F) am Ziel, dem Flughafen New Orleans, Wetterbedingungen unter den vorgeschriebenen Minima an. Daher wichen sie zum Flughafen Baton Rouge aus. Dort setzten sie das Flugzeug erst 760 Meter hinter dem Aufsetzpunkt auf. Als sich die Maschine dem Ende der Landebahn näherte, versuchte der Kapitän, einen Ringelpiez zu machen, aber das Flugzeug drehte sich nur um 20 Grad und rutschte von der Landebahn. Es wurde irreparabel beschädigt. Beide Piloten, die einzigen Insassen auf dem Frachtflug, überlebten den Unfall.[8]